# 軍事革命評議会
軍事革命評議会(ぐんじかくめいひょうぎかい、Armed Forces Revolutionary Council：AFRC)は、革命統一戦線(RUF)に協力するシエラレオネ軍兵士および元兵士達によるシエラレオネの軍事勢力。元将校のジョニー・ポール・コロマによって設立された。

## 歴史
1996年に軍冷遇政策をとるアフマド・テジャン・カバーに対するクーデター未遂で逮捕されたコロマが、収監されていた刑務所を襲撃したRUFによって救出され1997年に設立。以降、シエラレオネ軍やカマジョー(民兵)といった政権側勢力と交戦関係になる。
1998年にAFRCとRUFは共同で首都フリータウンを襲撃し、コロマが議長、RUFの指導者であるアハメド・フォディ・サンコーを副議長とする軍事政権を設立する。しかしAFRCおよびRUFによるクーデター政権は西アフリカ諸国経済共同体による攻撃を受けてフリータウンを奪還され失敗に終わる。
また2000年には、AFRCシンパの民兵組織、通称「ウェスト・サイド・ボーイズ」がイギリス軍人拉致事件を起こす。ウエスト・サイド・ボーイズはイギリス側と交渉を開始するも決裂し、最終的にSASを中心とするイギリス軍救出部隊によって大半のメンバーが殺害・逮捕され、事実上壊滅状態に追い込まれた(シエラレオネ人質救出作戦)。
その後AFRCは武装解除し、平和解放党(Peace and Liberation Party)に改組される。コロマは2002年の選挙で3.8%の得票を得るも特別法廷に召集されたことによりリベリアに逃亡し、リベリアの地にて口封じに殺害されている。
2007年の時点で平和解放党の得票率は0.38%に留まり、議席を獲得せずにいる。

## 起訴
シエラレオネ特別法廷にて、AFRCの幹部3人が人道に対する罪、戦争犯罪、国際人道法、テロ活動容疑などによって起訴され、2005年から2007年にかけて審議された。AFRCが行った殺人、強姦、人権侵害、少年兵の使用などが論点となり、現在3人はルワンダにて40年から50年の長期にわたる禁錮刑に課されている。
また、殺害されたコロマに関しても死亡した確証がないとして、起訴が維持されたままとなっている。

## リンク
- IRIN special report on ex-SLA/RUF